# Chalicotherioidea
Chalicotherioidea è una superfamiglia estinta di perissodattili artigliati vissuta dall'Eocene inferiore al Pleistocene inferiore, circa 48.6–0.005 milioni di anni fa. Sulla base della documentazione fossile, questi animali prosperarono in gran parte dell'Eurasia, con alcune specie presenti anche in Africa e in Nord America. Questi curiosi animali erano probabilmente dei brucatori che si nutrivano principalmente di foglie, ramoscelli e alta vegetazione. Molti dei generi conosciuti avevano specializzazioni derivate negli arti anteriori e nelle mano che permettevano loro di utilizzare gli artigli come uncini per agganciare e tirare a sé la vegetazione, camminando principalmente sulle nocche per evitare di rovinare gli artigli mentre camminavano. I chalicotheroidi vivevano principalmente in aree boschive. Il dimorfismo sessuale osservabile dalle dimensioni e dalle strutture morfologiche di questi animali, come i crani a cupola di Tylocephalonyx, suggeriscono un comportamento agonistico in una sorta di contesto sociale. Nonostante il loro aspetto bizzarro, questi animali sono imparentati con cavalli, rinoceronti e tapiri, così come con gli estinti brontotheri.